# 米子市立啓成小学校
米子市立啓成小学校（よなごしりつ けいじょうしょうがっこう）は、鳥取県米子市博労町にある公立小学校。

## 概要
1927年の市制を施行時（旧市内）に市役所を中心にあった小学校（明道、義方、啓成、就将）。
校名の由来は、教育勅語の「智能を啓発し徳器を成就し」の「啓知成徳」。
校是
- 向上進取ひとすじに　たわまず折れぬ心

教育目標
- 新しい時代を創造する人間性豊かなたくましい子の育成

めざす子ども像
- け　健康な体をつくり，最後までねばり強くやりぬく子
- い　いたわりと思いやりの心をもち，友達や生き物を大切にする子
- じ　自分から進んで学習に取り組み，よく考え頑張る子
- ょ　よいこと，悪いことの判断ができ，正しい行動のとれる子
- う　美しい環境づくりに，みんなで力を合わせる子

## 沿革
- 1908年（明治41年）4月1日 - 啓成尋常小学校と命名し、入学式を挙行[1]。
- 1941年（昭和16年）4月1日 - 国民学校令の実施により米子市立啓成国民学校と改称[1]。
- 1947年（昭和22年）
  - 4月1日 - 米子市立啓成小学校と改称[1]。
  - 11月28日 - 昭和天皇の戦後巡幸に際し、校庭が市民奉迎場となる[3]。
- 1961年（昭和36年）
  - 4月25日 - 体育館完成、全校舎の建築が完成し落成式を挙行[1]。博労町に全面移転[1]。
  - 6月1日 - 特殊学級を開設[1]。
- 1981年（昭和56年）4月1日 - 情緒障害児学級を開設[1]。
- 1982年（昭和57年）6月14日 - 啓成美術館を開館[1]。
- 2014年（平成26年）秋頃 - 校舎などの耐震化工事が完了。
- 2022年（令和4年）9月27日 - 校舎移転。（旧校舎と同住所）

## 学校行事
| - 4月 - 入学式、新体力テスト - 5月 - 6月 修学旅行、宿泊研修 | - 7月 終業式 - 8月 夏休み - 9月 始業式、大山登山 | - 10月マラソン大会(どらぱ) - 11月 学習発表会 - 12月 終業式 | - 1月 始業式 - 2月 - 3月 - 卒業式 6年生ありがとう集会 |

## 通学区域
2024年4月1日現在。
- 朝日町、角盤町1～2丁目、勝田町、車尾1丁目（住之江自治会の区域に限る）、糀町2丁目、錦町1～2丁目、錦町3丁目（全域について義方小へ校区外許可）、博労町1～4丁目、東福原1丁目、東山町、日ノ出町1～2丁目、冨士見町、冨士見町1～2丁目、米原1丁目（錦町三丁目自治会の区域に限る、一部義方小へ校区外許可）、米原3丁目（義方小の通学区域を除く）、米原4丁目

## 進学先中学校
- 米子市立東山中学校

## 学区内の主な施設
- 博労町駅
- 富士見町駅
- 鳥取県立米子東高等学校
- 鳥取県立米子工業高等学校
- JU米子タカシマヤ（移転前の旧校地）
- 角盤町商店街（えるモール1番街）
- 勝田神社
- 山陰放送

## 関係者
出身者
- 西田税（軍人、思想家）
- 鷲見三郎（ヴァイオリニスト、指揮者）
- 村上一平（実業家）
- 新上博巳（俳優）
- 山口宏（脚本家）

教職員
- 友松文雄（教育者）- 元校長
- 友松康雄（教育者）- 元啓成国民学校訓導
- 赤沢弘毅（医師）- 元学校医
- 藤山快隆（教育者、体育指導者）